# Asociația pentru promovarea protecției împotriva incendiilor din Germania
Asociația pentru promovarea protecției împotriva incendii din Germania (vfdb) a fost fondată la 22 mai 1950
la Stuttgart. Este o asociație non-profit care are ca obiectiv dezvoltarea științifică, tehnică și organizatorică a securității non-polițiale. Aceasta asigură siguranța în apărarea împotriva incendiilor, asistența tehnică, protecția mediului, serviciul de salvare precum și intervenția la dezastre și activități de protecția civilă popularizate. Aceasta include și domeniile de specialitate legate de aceste domenii precum și educarea populației cu privire la protecția împotriva unor astfel de pericole.

## Sarcini
Asociația pentru promovarea protecției împotriva incendiilor din Germania este rețeaua de experți pentru protecție, salvare și siguranță din Germania. Securitatea se referă la securitatea non-politică. În centrul activităților sale de cercetare, vfdb tratează problemele de securitate actuale și orientate spre viitor într-o manieră care stabilește tendințe. Pentru a face acest lucru, implementează următoarele cinci puncte:
- ca o rețea de experți creează o platformă de dialog prin prezentări de specialitate, grupuri de lucru ad-hoc și participarea și organizarea de conferințe și târguri de specialitate, de ex. B. INTERSCHUTZ .
- contribuie cu expertiza ei la dezbaterile publice și politice. Acest lucru se realizează prin relații publice active.
- participă la cercetare și dezvoltare. Susține experții cu informații de specialitate, îndrumări și publicarea unei reviste tehnico-științifice.
- cooperează cu alte asociații profesionale, de ex. B. DFV și participă la munca de standardizare.
- promovează produse și procese inovatoare și își acordă propriul sigiliu de aprobare[2].

## Cooperare
Lucrează împreună cu instituțiile de cercetare și dezvoltare, asociațiile membre și industria pentru a promova produse și procese inovatoare .

## Ediții
Publică trimestrial o revistă tehnică și științifică, propriile ghiduri, fișe de informații și recomandări. Unele dintre aceste documente sunt disponibile pe site-ul vfdb.

## Finanțare
Promovează cooperarea națională și internațională, în special europeană, cu toate agențiile de specialitate guvernamentale și private, precum și cu organizațiile, instituțiile și asociațiile, educația în domeniul securității și conștientizarea, în special în rândul tinerilor.

## Relații publice
Activitatea de relații publice include diseminarea recomandărilor privind protecția împotriva incendiilor și siguranța, precum și o mai bună protecție a consumatorilor.

## Onoruri și premii
Asociația pentru promovarea protecției împotriva incendiilor din Germania acordă diverse onoruri și premii în domeniul securității non-polițiale.
- Medalia Heinrich Henne
- Premiul de excelență vfdb
- Medalia de onoare a vfdb
- Premiul vfdb pentru tineri talente pentru teze remarcabile
- Membru de onoare în vfdb.

## Cooperare cu alte organizații
Asociația pentru promovarea protecției împotriva incendiilor din Germania menține parteneriate naționale și internaționale și este, la rândul său, membră a altor organizații.
Președintele de atunci August Ortloph a început acest parteneriat participând la congresul Asociației Mondiale a Pompierilor CTIF. În 1978 a fost ales vicepreședinte în exercițiul președintelui vfdb Manfred Gebhard. Din 1960 încoace au avut loc mai multe seminarii internaționale de protecție împotriva incendiilor. Acestea au promovat schimbul de experiență în domeniul cercetării în domeniul securității la nivel internațional. La nivel internațional, vfdb este, de asemenea, membru al Confederației Asociațiilor de Protecție împotriva Incendiilor (CFPA). Faptul că Federația Asociațiilor de Ofițeri de Pompieri din Uniunea Europeană (FEU) are un loc în Prezidiu înseamnă că aici există și o strânsă cooperare la nivel european.
Vfdb este, de asemenea, puternic conectat la nivel național. Prezidiul este un organism important în cadrul vfdb. Diferite asociații, comitete și grupuri de lucru au acțiuni de vot aici. În acest fel, schimbul dintre actorii implicați în securitatea non-polițienească este promovat sustenabil.
În calitate de sponsor ideal al târgului INTERSCHUTZ, există un parteneriat strâns cu Deutsche Messe AG , Hanovra.
De remarcat în mod deosebit este cooperarea dintre Secțiunea 12 a vfdb și Asociația Germană a Pompierilor (DFV) în domeniul educației privind protecția împotriva incendiilor. Din 2004, cele două asociații au format Comitetul mixt de educație și conștientizare pentru protecția împotriva incendiilor pe această temă.